# Brenner (Gemeinde)
Brenner ([ˈbrɛnɐ]; italienisch Brennero) ist eine Marktgemeinde mit 2368 Einwohnern (Stand 31. Dezember 2023) in Nord-Italien. Die Gemeinde gehört zu Südtirol und liegt an der Grenze zum österreichischen Bundesland Tirol. Hauptort und Sitz der Gemeindeverwaltung ist Gossensaß; zudem gehören die Fraktionen Pflersch, Brennerbad, Pontigl sowie der Großteil des Passdorfs Brenner auf dem namensgebenden Brennerpass zum Gemeindegebiet.

## Geografie
Die Gemeinde befindet sich in Südtirol an der italienisch-österreichischen Staatsgrenze. Das Gemeindegebiet mit seiner Gesamtfläche von 114,30 km² lässt sich in zwei annähernd gleich große Teile gliedern: einen Abschnitt des Wipptals auf der Südseite des Brennerpasses (1370 m s.l.m.) und das Pflerschtal mit den jeweils umliegenden Berggebieten.
Gossensaß (1060–1130 m), liegt im Wipptal an der Einmündung des von Westen kommenden Pflerschtals – nahe der südlichen Nachbarstadt Sterzing. Hier beginnt in nordöstliche Richtung die letzte Steigung zum Brennerpass, das den Südtiroler vom Nordtiroler Teil des Wipptals trennt. In diesem engen Talabschnitt befinden sich die Ortschaft Giggelberg sowie die beiden Fraktionen Pontigl und Brennerbad. Die Passhöhe selbst bietet dem hauptsächlich zur Gemeinde Brenner gehörenden Passdorf Brenner Platz und trägt zudem die Grenze zur Tiroler Nachbargemeinde Gries am Brenner. Das bei Gossensaß nach Westen abzweigende Pflerschtal schließlich beinhaltet die Fraktion Pflersch mit mehreren Weilern.

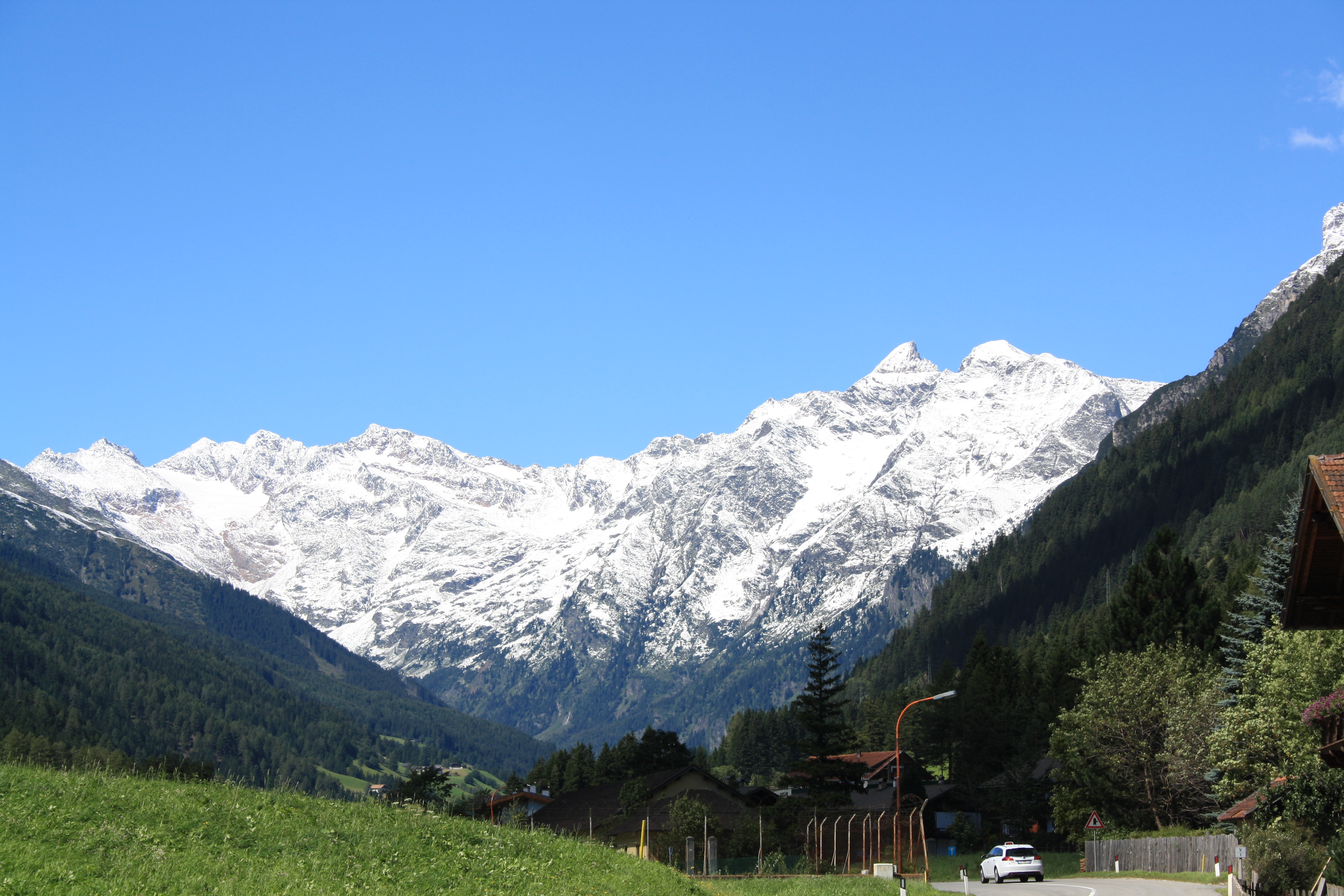
Blick von Gossensaß ins Pflerschtal: im Hintergrund von links nach rechts Agglsspitze, Feuerstein, Schneespitze, Weißwandspitze und Hoher Zahn

Die beiden Haupttäler des Gemeindegebiets werden von Hochgebirgsregionen eingerahmt. Die Berge westlich des Wipptals werden zu den Stubaier Alpen gezählt, jene östlich des Wipptals zu den Zillertaler Alpen. Der Gebirgszug, der vom Brennerpass nach Westen streicht und die nördliche Gemeinde- und somit Staatsgrenze bildet, ist Teil des Alpenhauptkamms. Der Kamm ist auf seiner ersten Wegstrecke, wo sich unter anderem der Sattelberg (2113 m), das Kreuzjoch (2242 m), der Fradersteller (2247 m) und der Hohe Lorenzen (2314 m) erheben und das Sandjöchl (2165 m) einen Übergang nordwärts ins Obernbergtal vermittelt, relativ sanft ausgeprägt, gewinnt jedoch nach Westen zu den Tribulaunen hin deutlich an Höhe; der Abschnitt, der das Pflerscher Tal im Süden vom Gschnitztal im Norden trennt, trägt unter anderem die Schwarze Wand (2917 m), den Gschnitzer Tribulaun (2946 m), den Pflerscher Tribulaun (3097 m), das Goldkappl (2793 m), den Pflerscher Pinggl (2767 m), den Hohen Zahn (2924 m), die Weißwandspitze (3017 m) und die Schneespitze (3178 m), bevor die Gemeinde Brenner am Feuerstein (3268 m) ihren höchsten und westlichsten Punkt erreicht. Am Feuerstein zweigt ein Seitenkamm (Aggls-Rosskopf-Kamm) ab, der das Pflerschtal auf seiner Südseite zum Ridnauntal hin abschirmt. Die bedeutendsten Gipfel des Abschnitts, der die Grenze zwischen den Gemeinden Brenner und Ratschings bildet, sind die Agglsspitze (3196 m), die Wetterspitze (2706 m) und die Telfer Weißen (2588 m). Die östliche Begrenzung des Gemeindegebiets zu Pfitsch hin bildet der Tuxer Kamm der Zillertaler Alpen, der auf der Ostseite des Wipptals aufragt. Zu den höchsten Erhebungen dieser Kette, in der das Schlüsseljoch (2212 m) und das Brennermäuerl (2395 m) Übergange ins Pfitscher Tal darstellen, zählen der Wolfendorn (2776 m), die Flatschspitze (2570 m), die Rollspitze (2776 m) und das Hühnerspiel (2790 m).
Die bedeutendsten Gewässer der Gemeinde Brenner sind der am Brennerpass entspringende Eisack und der Pflerscher Bach, die bei Gossensaß aufeinandertreffen. Über dem Pflerscher Talschluss befinden sich zudem mehrere kleinere Bergseen, darunter der Sandessee (2370 m), die zwei Stubenseen (2399 m und 2649 m) und der Grünsee (1999 m).

## Name
Die Gemeinde Brenner verdankt ihren Namen dem Brennerpass, kurz Brenner genannt. Dessen Name geht wiederum auf das Spätmittelalter zurück. 1288 ist urkundlich ein Prennerius de Mittenwalde (das heutige Passdorf Brenner hieß damals noch Mittenwald) belegt, der in den 1290er Jahren noch mehrmals erwähnt wird und am Pass zwei Hofstellen hatte. Prenner lässt sich dabei wohl als Bezeichnung für einen Mann, der Brandrodung betreibt, deuten. Im 14. Jahrhundert vollzog sich dann der Wechsel, mit dem der Personen-/Hofname zu einer Bezeichnung für die gesamte Passhöhe wurde.

## Geschichte

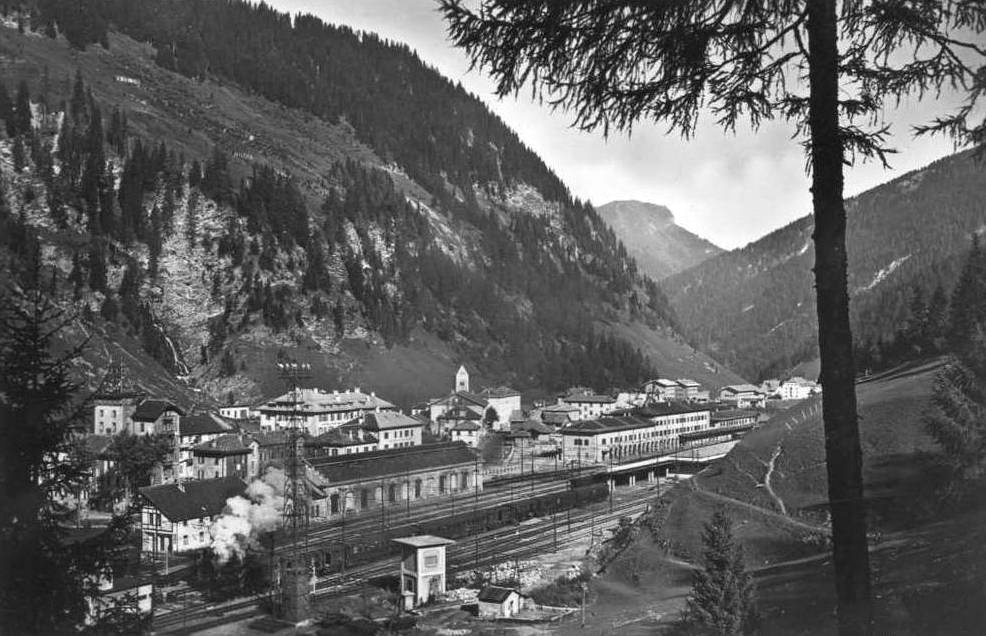
Historische Ansicht des Passdorfs am Brenner

Der Brennerpass wurde nachweislich seit der Bronzezeit begangen, die Via Raetia führte durch das Haupttal. Dauersiedlungen aus der vorchristlichen Zeit sind auf dem Gemeindegebiet jedoch keine nachzuweisen. Nur auf dem Gossensaßner Raspenbichl stand eine kleine prähistorische Wallburg.
Der Brennerraum wurde im Frühmittelalter von den über den Brenner kommenden Bajuwaren urbar gemacht und dauerhaft besiedelt. Um 1400 wurde auch das Brennerbad erstmals urkundlich erwähnt, welches an einer alkalisch eisenhaltigen Thermalquelle errichtet wurde. Durch Zerstörungen infolge von Muren und Lawinen wurde der Betrieb 150 Jahre später aufgelassen. 1607 wurde die Quelle reaktiviert und Zacharias Geizkofler stiftete zwei Badehäuser und eine Kapelle. Erst mit der Anbindung an die Brennerbahn 1869 wurde auch das Badhaus technisiert.
1867 wurde die Brennerbahn fertiggestellt, wodurch der Transit über den Pass einen erneuten Aufschwung nahm. Dem Ingenieur hinter diesem Projekt, Ing. Karl von Etzel, wurde im Bahnhof ein Denkmal gesetzt.
Die Gemeinde Brenner war Teil des Gerichtsbezirkes Sterzing, welches bis zum nördlich des Passes gelegenen Weiler Brennersee reichte und südlich an Gossensaß grenzte. Zollstationen waren in nördlicher Richtung der Luegg, im Süden Lurgges, womit deutlich wird, dass der Pass historisch niemals als Grenze fungierte. Erstmals im Jahre 1848 wurde von italienischen Nationalisten unter Führung von Giuseppe Mazzini die Forderung nach der Brennergrenze erhoben. Infolge der italienischen Einigung wurden Gebietsforderungen unter dem Schlagwort „vom Brenner bis Triest“ postuliert.
Gossensaß prägen zwei Wirtschaftsperioden im Laufe der Jahrhunderte: der Bergbau im 15. Jahrhundert und der Nobeltourismus, durch den Bau der Eisenbahn (1863–1867) angeregt.
Das Pflerschtal prägt seit Jahrhunderten die Landwirtschaft, der Bergbau brachte im Mittelalter Arbeit und Wohlstand in das Tal.

### Nach dem Ersten Weltkrieg

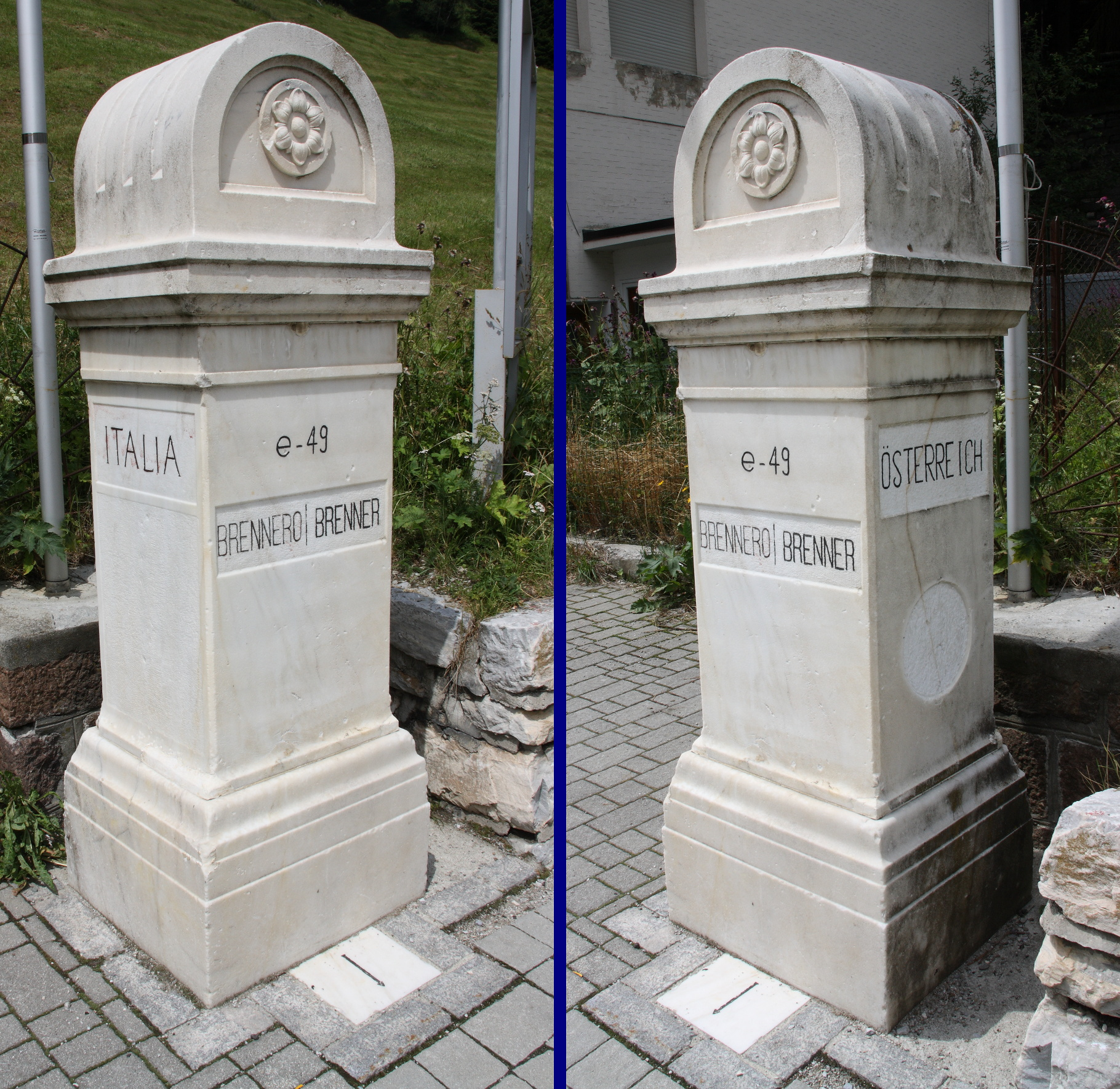
Grenzstein zwischen Italien und Österreich

Obwohl Italien zu Beginn des Ersten Weltkrieges mit dem Deutschen Reich und Österreich-Ungarn verbündet war, verhielten sich die Italiener zunächst neutral gegenüber den kriegführenden Ländern. Das änderte sich erst 1915 mit einem Geheimvertrag in London zwischen der Entente und Italien. Dessen wichtigster Punkt für Italien war im Falle eines Sieges der Entente die Annexion der Gebiete der Grafschaft Tirol bis zum Alpenhauptkamm. Nach dem Waffenstillstand von Villa Giusti 1918 wurde der Brenner von italienischen Truppen besetzt. Mit dem Inkrafttreten des Vertrags von Saint-Germain 1920 wurde der Brenner auch völkerrechtlich zum Grenzpass an der neu gezogenen italienisch-österreichischen Staatsgrenze.
Per Regierungsdekret wurden im Jahre 1929 die bis dahin selbständigen Gemeinden Brenner, Gossensaß und Pflersch zur Gemeinde Brenner mit Sitz in Gossensaß zusammengelegt.
Während des Zweiten Weltkrieges wurden der Brenner und die Bahnstrecke stark bombardiert, um die deutschen Truppen in Italien von ihrem Nachschub abzuschneiden.

### Strukturwandel seit den 1990er Jahren
Die 1990er Jahre brachten einschneidende Veränderungen am Brenner. Mit dem Ende des Kalten Kriegs und der Beilegung des Südtirol-Konflikts verschwand das militärische Interesse an der italienischen Nordgrenze. Dank dem EU-Beitritt Österreichs 1995 wurden die Zollstationen überflüssig. Durch das Schengener Abkommen fanden auch die systematischen Grenzkontrollen am 1. April 1998 ein Ende. All diese Entwicklungen führten zu einem Verlust ertragreicher Geschäftsmöglichkeiten und einem Bevölkerungsrückgang. Mittlerweile versucht sich die Gemeinde verstärkt im Tourismus- und Dienstleistungssektor zu positionieren.

## Politik
Bürgermeister seit 1952:
- 1952–1956 Ludwig Gröbner
- 1956–1965 August Gröbner
- 1965–1977 Emil Egartner
- 1977–1995 Alfred Plank
- 1995–2008 Christian Egartner
- 2009–2020 Franz Kompatscher
- 2020–0000 Martin Alber

## Bevölkerung
Die Einwohnerzahl von Brenner stieg mit dem 1920 hinzugekommenen Status als Grenzgemeinde und dem damit verbundenen Zuzug von Staatsbediensteten stark an und erreichte in den 1960ern, 1970ern und 1980ern Höchststände. Nach einem deutlichen Rückgang in den 1990ern sind die Zahlen seit Jahren relativ stabil.
| Jahr | Einwohnerzahl |
| ---- | ------------- |
| 1900 | 1598          |
| 1921 | 1955          |
| 1931 | 2246          |
| 1936 | 2276          |
| 1951 | 2414          |
| 1961 | 2645          |
| 1971 | 2600          |
| 1981 | 2443          |
| 1991 | 2242          |
| 2001 | 2066          |
| 2011 | 2089          |

Die Sprachgruppenverteilung von Brenner erlebte im 20. Jahrhundert dramatische Veränderungen. Die nach 1920 zugezogenen Staatsbediensteten aus dem übrigen italienischen Staatsgebiet machten nach dem Zweiten Weltkrieg nahezu die Hälfte der Bevölkerung der ursprünglich deutsch-tirolerischen Berggemeinde aus. Der Bedeutungsverlust der Grenze aus militärischer und administrativer Perspektive führte in der Folge wieder zu einem Wegzug vieler italienischsprachiger Einwohner. Brenner ist gemäß den seit 1981 erhobenen Sprachgruppenzugehörigkeitserklärungen bzw. Sprachgruppenzuordnungserklärungen heute eine mehrheitlich deutschsprachige Gemeinde, wobei als Berechnungsgrundlage dieser Prozentwerte allein die gültigen Erklärungen von Personen mit italienischer Staatsbürgerschaft herangezogen wurden.
| Sprache     | 1900    | 1971    | 1981    | 1991    | 2001    | 2011    | 2024    |
| ----------- | ------- | ------- | ------- | ------- | ------- | ------- | ------- |
| Deutsch     | 99,62 % | 57,28 % | 66,92 % | 70,49 % | 79,39 % | 80,86 % | 77,77 % |
| Italienisch | 0,38 %  | 42,68 % | 32,96 % | 29,23 % | 20,29 % | 18,64 % | 22,07 % |
| Ladinisch   |         | 0,04 %  | 0,12 %  | 0,28 %  | 0,31 %  | 0,50 %  | 0,16 %  |

## Bildung
Die deutschsprachigen Bildungsangebote der Gemeinde umfassen zwei Grundschulen in Gossensaß und Pflersch sowie eine Mittelschule in Gossensaß. Diese drei Einrichtungen sind zusammen dem Schulsprengel der Nachbargemeinde Sterzing I angeschlossen.
In Gossensaß besteht zudem die italienischsprachige Grundschule „San Giovanni Bosco“, die vom Schulsprengel Sterzing – Wipptal verwaltet wird.

## Wirtschaft

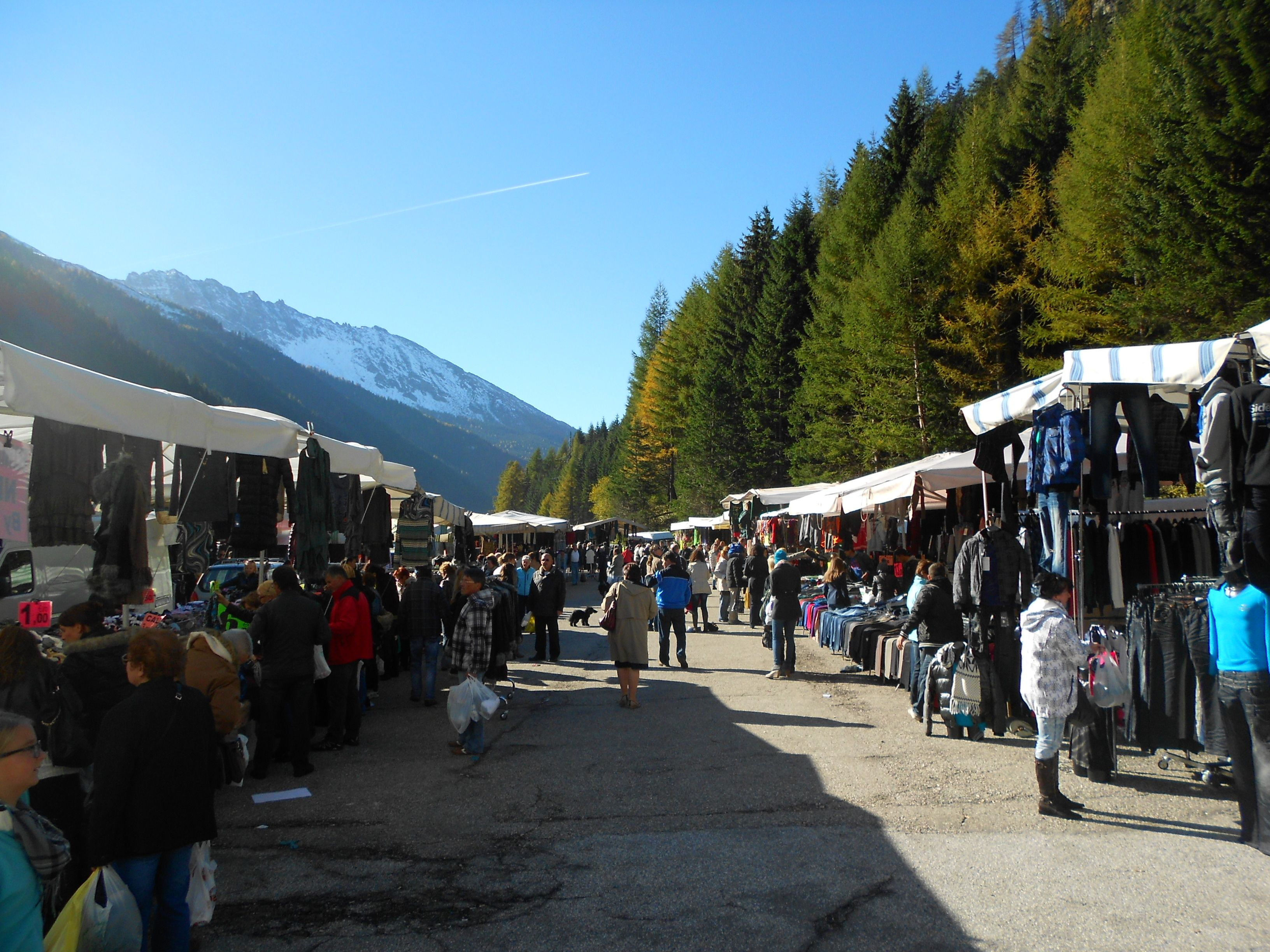
Markttag am Brenner

Am 5. und 20. jeden Monats (wenn dieser auf einen Sonntag fällt: am Samstag) findet auf dem Marktplatz des Passdorfs ein großer Markt statt, wo vor allem  Textilien angeboten werden.
Am 30. November 2007 wurde auf der Passhöhe direkt an der Staatsgrenze ein Factory-Outlet-Center eröffnet, das rund 70 Geschäften Platz bietet.
In Pflersch besteht das kleine Skigebiet Ladurns. Die Skigebiete Zirog am Brenner und Hühnerspiel bei Gossensaß wurden 1986 bzw. 1991 geschlossen.

## Verkehr
Durch die Gemeinde Brenner verlaufen wichtige Verkehrsinfrastrukturen, die Italien über den Brennerpass mit Mitteleuropa in Nord-Süd-Richtung verbinden. Die A22 und die SS 12 durchqueren die Gemeinde ebenso wie die Brennerbahn, die hier mit dem Bahnhof Brenner und dem Bahnhof Gossensaß zwei Zugangsstellen bietet. Der letzte Anstieg der Eisenbahnstrecke von Gossensaß zur Passhöhe wird durch den Pflerschtunnel erleichtert, der den alten Aster Tunnel ersetzt. Auch die Radroute 1 „Brenner–Salurn“ durchquert das Gemeindegebiet.

## Persönlichkeiten
- Enzo Perin (* 1933), Skispringer und Nordischer Kombinierer